# Ferrarischule
Die Höhere Bundeslehranstalt für wirtschaftliche Berufe – HBLW (Ferrarischule) ist eine berufsbildende höhere Schule für Wirtschaft, Mediendesign und Mode in Innsbruck.

## Geschichte Palais Ferrari
Das unter Denkmalschutz stehende Palais ist der Namensgeber für die heutige Schule. 1686 entschied sich Hieronymus Bernhard Graf Ferrari von d’Occhieppo (auch Girolamo Bernardo Ferrari d’Occhieppo) in Innsbruck ein Palais nach den Plänen von Johann Martin Gumpp (den Älteren) zu bauen, das sechs Jahre später fertiggestellt wurde.
Acht Generationen lang war die Familie Ferrari im Besitz des Palais. Im 19. Jahrhundert verarmte sie und die Stadt Innsbruck erwarb das inzwischen verwahrloste Gebäude.
Die Gründung der Schule erfolgte 1921 als Lehranstalt für hauswirtschaftliche und gewerbliche Frauenberufe, die Unterkunft der Schülerinnen war zum Teil das Sieberer’sche Waisenhaus (jetzt Daniel-Sailer-Schule) und ein Trakt des Kaiser Franz-Joseph Jubiläums-Greisenasyls (jetzt Wohnheim Saggen).
Am 28. Februar 1922 übernahm der Bund die Verwaltung der Schule.
Nachdem 1925 als Schultyp die Gartenbauschule hinzugekommen war, übersiedelte die Schule 1926 in das inzwischen renovierte Palais Ferrari.
1962 erhielt die Höhere Lehranstalt für wirtschaftliche Frauenberufe aufgrund des Schulorganisationsgesetz die Hochschulberechtigung.
Am 23. September 1971 wurde der neue Erweiterungsanbau nach 3-jähriger Bauzeit bezogen.
Das bestehende Schulgebäude wurde 2018 saniert und aufgestockt, deren Nutzfläche somit um etwa 1.200 m² erweitert.

## Ausbildungsschwerpunkte
An der Ferrarischule werden fünf Ausbildungsrichtungen angeboten: Humanökologie (wird ab September 2024 ersetzt durch Aktiv), Kreativ, Internationale Kommunikation in der Wirtschaft, Kommunikation und Mediendesign sowie Modedesign. Diese fünf Ausbildungsschwerpunkte werden nach fünf Jahren mit der Reife- und Diplomprüfung abgeschlossen (Matura). 
Ebenso besteht die Möglichkeit die 3-jährige Fachschule für wirtschaftliche Berufe, mit dem Schwerpunkt Gesundheit und Pflege, zu absolvieren.

## Besonderheiten
Neben der Reife- und Diplomprüfung muss man an der fünfjährigen Ferrarischule bei den Schwerpunkten Humanökologie/Aktiv, Kreativ, Internationale Kommunikation in der Wirtschaft die Vorprüfung zur Reife- und Diplomprüfung absolvieren, welche am Ende des vierten Schuljahrs angetreten wird. Diese Prüfung besteht aus zwei Teilen, nämlich aus einer Prüfung im Bereich „Küchenmanagement“ und einer Prüfung im Bereich „Restaurantmanagement“, welche als Abschluss des verpflichteten Kochunterrichts, der in der Ferrarischule ab der ersten Klasse gelehrt wird, gilt. Ohne diese Prüfungen fehlt die Berechtigung zur Reife- und Diplomprüfung.

## Leitung
- 1920–1933 Adolfine Sieberer[6]
- 1933–1937 Marianne Zeller
- 1938–1939 Marianne Povondra
- 1939–1945 Anna Fritz
- 1945–1964 Hermine Czerny
- 1964–1975 Helga Heinricher
- 1975–1987 Ferdinand Kätzler
- 1987–2003 Barbara Reiterer
- 2003–2023 Kurt-Manfred Jordan
- seit 2023 Michael Griesser

## Belege
1. ↑  Hieronymus Bernhard Graf Ferrari von d’Occhieppo  im Katalog der Deutschen Nationalbibliothek
2. ↑  Tobias Rettenbacher: Hieronymus Bernhard Graf Ferrari d’Occhieppo, geboren um 1600 in Biella (Piemont). In: innsbruck-erinnert.at. 9. November 2021, abgerufen am 23. Dezember 2023.
3. ↑  Anton Prock: Baumeisterfamilie Gumpp. Johann Martin Gumpp der Ältere. In: antonprock.at. Abgerufen am 23. Dezember 2023.
4. ↑  Christoph Hölz: Architekturführer Innsbruck. Hrsg.: Christoph Hölz, Klaus Tragbar, Veronika Weiss. Haymon Verlag, Innsbruck 2017, ISBN 978-3-7099-7204-5 (Architekturführer Innsbruck: Ehemaliges Palais Ferrari in der Google-Buchsuche).
5. ↑  Waisenhaus und Greisenasyl Sieberer. In: tirolensien.at. Abgerufen am 15. Februar 2020.
6. 1 2  Barbara Reiterer, Kurt-Manfred Jordan: Chronik Ferrarischule. (PDF; 7,9 MB) Ferrarischule auf Zeitreise 1920–2010. In: ferrarischule.at. 9. Mai 2011, S. 8.
7. ↑  14 Millionen für Ferrarischule-Umbau. In: Tiroler Tageszeitung. 26. Oktober 2018, abgerufen am 15. Februar 2020.
8. ↑  Ferrarischule Innsbruck. Sanierung und Erweiterung. In: Bundesimmobiliengesellschaft. Abgerufen am 15. Februar 2020.
9. ↑  Standorte – Schulen für Mode: Berufsbildende Schulen. Höhere Bundeslehranstalt für wirtschaftliche Berufe und für Mode. In: berufsbildendeschulen.at. Archiviert vom Original (nicht mehr online verfügbar) am 15. Februar 2020; abgerufen am 15. Februar 2020.  Info: Der Archivlink wurde automatisch eingesetzt und noch nicht geprüft. Bitte prüfe Original- und Archivlink gemäß Anleitung und entferne dann diesen Hinweis.
10. ↑  Pflegeferrari. In: Ferrarischule. Abgerufen am 17. April 2021.